# Ouragan Grace (2021)
Pour les articles homonymes, voir Cyclone tropical Grace.
L’ouragan Grace est la septième tempête tropicale nommée, le second ouragan et le premier ouragan majeur de la saison cyclonique 2021 dans l'océan Atlantique nord. Issu d'une onde tropicale sortant de la côte africaine le 10 août, le système a traversé l'Atlantique vers l'ouest-nord-ouest en direction des Antilles, devenant la dépression tropicale Sept le 14 août, puis tempête tropicale Grace, mais est redescendu le lendemain à dépression au sud de Porto Rico, après s'être entré dans la mer des Caraïbes. Cette dernière est redevenue tempête tropicale le 17 août en passant entre Haïti et la Jamaïque et un ouragan de catégorie 1 le 18 août près des îles Caïmans. Grace a ensuite traversé la péninsule du Yucatán, ce qui l'a affaiblit. Son retour sur la baie de Campêche lui a permis cependant d'atteindre le statut d'ouragan majeur de catégorie 3 avec des vents soutenus de 205 km/h avant de toucher la côte de l'État de Veracruz moins de 24 heures plus tard. Grace s'est rapidement dissipée sur les montagnes du continent mais ses restes ont été à l'origine de la tempête tropicale Marty dans le Pacifique oriental.
Ce puissant cyclone tropical est le plus fort ayant jamais touché la côte dans l'État de Veracruz et a égalé le record de l'ouragan le plus violent jamais enregistré dans la baie de Campêche par ses vents maximums soutenus avec l'ouragan Karl de 2010. Il a fait des dommages importants au Mexique ainsi que causé la mort de 14 personnes. Selon le réassureur AON, les dégâts sont estimés à 513 millions $US.

## Évolution météorologique
Le NHC a commencé à suivre une onde tropicale sortie de la côte africaine le 10 août. La probabilité de développement a graduellement augmenté à mesure que le système se dirigeait vers l'ouest et à 3 h UTC le 13, elle était devenu de 70 %. À 15 h UTC, le NHC désigna comme cyclone tropical potentiel Sept une zone de temps perturbé associée à l'onde tropicale située à 1 350 km à l'est des Îles du Vent. Le système ayant une probabilité élevée de devenir un cyclone tropical durant les 48 heures suivant sa désignation, une veille de tempête tropicale fut émise pour Antigua-et-Barbuda, Saint-Kitts-et-Nevis, Montserrat, Saba et Saint-Eustache. À 21 h UTC, le NHC le rehaussa au niveau de dépression tropicale.

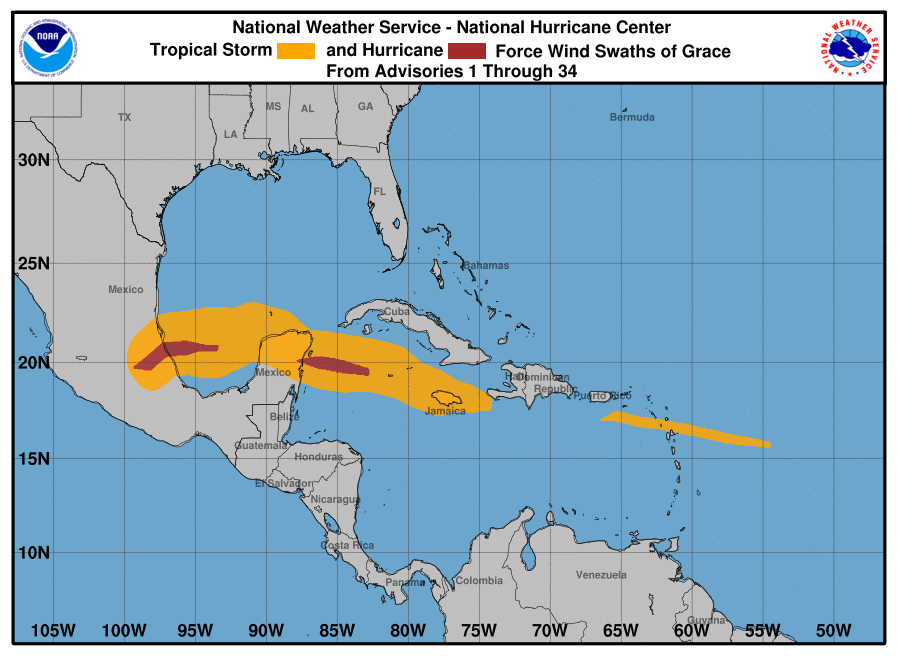
Corridor de vents de tempête (orange) et d'ouragan (rouge) avec Grace.

Le 14 août à 9 h UTC, le système est reclassé en tempête tropicale nommée Grace à 675 km à l'est des Petites Antilles En soirée, la tempête est passée au nord de la Guadeloupe et est entrée désorganisée dans la mer des Caraïbes. Le système fut reclassé en dépression tropicale en passant au sud de Porto Rico en après midi du 15 août. Il a ensuite poursuivi vers l'ouest-nord-ouest, longeant la côte sud d'Hispaniola le 16 août, donnant des pluies abondantes, avant de regagner son statut de tempête tropicale à 3 h UTC le 17 au sud-ouest la péninsule de Tiburon en se dirigeant vers de la Jamaïque.
En après-midi du 17, Grace est entrée sur l'île près Montego Bay et a perdu temporairement d'intensité. En revenant sur la mer en direction des îles Caïmans, son intensification a reprise et un avertissement d'ouragan ont été émis pour la péninsule du Yucatán. La tempête est passée près de Grand Cayman tôt le matin du 18. Dans l'après-midi, le NHC établit que Grace s'était intensifié en ouragan de catégorie 1 en se basant sur les données recueillies par un avion de reconnaissance ainsi que les données provenant d'une station météorologique sur les Îles Caïmans, alors qu'elle se trouvait à 560 km à l'est de Tulum, au Mexique.
À 9 h 45 UTC le 19, le NHC a annoncé que le centre de Grace avait touché la côte du Mexique juste au sud Tulum. Des vents de 97 km/h avec rafales à 137 km/h étaient rapporté au même moment à Playa del Carmen. En traversant la péninsule du Yucatán, le système est retombé au niveau de forte tempête tropicale et il est ressorti sur la baie de Campêche en soirée. Grace est redevenu un ouragan de catégorie 1 tôt le matin du 20 août à 380 km à l'est de Tuxpan tout en continuant sa progression vers l'ouest et son développement.
À 3 h UTC le 21, le NHC a annoncé que Grace avait atteint rapidement la catégorie 3, soit un ouragan majeur, à cause de la température très chaude du golfe du Mexique et du faible cisaillement des vents en altitude. Le système était alors à seulement 120 km de Tuxpan et de la côte mexicaine vers laquelle il se déplaçait à 17 km/h. Trois heures plus tard, Grace toucha la côte, avec des vents soutenus de 205 km/h et une pression centrale de 962 hPa, à 50 km au sud de Tuxpan. Il faiblit rapidement ensuite en entrant sur le terrain montagneux tout en donnant des pluies torrentielles. À 15 h UTC, le système était déjà redescendu au niveau de tempête tropicale à 40 km au nord-nord-est de Mexico. À 21 h UTC, Grace n'était plus qu'une dépression résiduelle mal définie à 105 km à l'ouest-nord-ouest de la capitale mexicaine. Cependant, l'onde tropicale continuait vers l'ouest et le NHC prévoyait qu'elle pourrait reformer un nouveau cyclone tropical une fois sortie sur l'océan Pacifique.

## Préparatifs
À mesure que Grace s'approchait des différentes îles des Antilles et du Mexique, des veilles et des alertes cycloniques ont été émis par les gouvernements concernées. Aux îles Caïmans, l'armée et la garde côtière ont été déployés, les écoles ont été fermées, des abris ont été ouverts sur les trois îles, l'autorité nationale des routes a travaillé sur le drainage des eaux pluviales et Cayman Airways a reporté ou annulé des vols,.

## Impacts
| Pays     | Décès           | Dommages (millions $US) | Réf.   |
| -------- | --------------- | ----------------------- | ------ |
| Antilles | 0               | 30                      | [ 21 ] |
| Mexique  | 13 (1 indirect) | 483                     | ,      |
| Total    | 14              | 513                     | [ 2 ]  |

### Antilles
Le passage de Grace dans les Petites Antilles a coûté un total de 30 millions $US en dommages. En tant que tempête tropicale faible et désorganisée, elle est passée entre La Désirade et Grande-Terre (Guadeloupe) dans la soirée du 14 août, apportant des rafales de vent sur les îles voisines. Les dommages exacts là-bas sont inconnus. À Hispaniola, elle a causé des dommages minimes en République dominicaine mais en Haïti, les fortes précipitations atteignant environ 250 mm, ont provoqué des inondations dans les zones sévèrement touchées par le séisme de magnitude 7,2 juste un peu avant et qui a fait des milliers de morts. Les rafales de vent ont aussi détruit des maisons précédemment endommagées par le tremblement de terre. Le passage de Grace a grandement perturbé les secours.
En Jamaïque le 18 août, Grace a touché la côte nord et donné des rafales de vent de 80 km/h ainsi que de très fortes précipitations atteignant 248 mm à Kingston. Ceci a causé des crues soudaines généralisées, des pannes de courant et des sauvetages ont été nécessaires. Malgré cela, aucun blessé ou mort n'a été signalé sur l'île.
Grace a eu des impacts mineurs sur Cayman Brac et Little Cayman, mais eut des impacts beaucoup plus forts sur Grand Cayman où les rafales étaient d'intensité d'ouragan. De grands arbres y ont été renversés, certains sur des propriétés et d'autres sur les routes. Les vents violents ont aussi endommagé les toits et d'autres dommages. Plusieurs poteaux électriques ont été renversés et des dommages à l'infrastructure électrique a causé une perte de courant dans l'ensemble de Grand Cayman qui se sont poursuivis les jours qui ont suivi la tempête. Les pluies ont causé des inondations dans toute l'île et l'onde de tempête a causé une certaine érosion des plages ainsi que le blocage de certaines routes côtières. Plusieurs bateaux ont brisé leurs amarres au port ou même coulés. Un Boeing 737-300 de Cayman Airways s'est détaché, a roulé sur le tablier et s'est écrasé contre la clôture de l'aéroport. Le Cayman Islands Regiment a dû être déployé dans certaines parties de l'île, en particulier à West Bay, où il a sauvé des personnes des bâtiments endommagés et des zones inondées,,,,, .

### Mexique

Boucle satellitaire montrant Grace entrant sur la côte de Veracruz.

Dans l'ensemble, les dommages causés au Yucatán et au Mexique continental se sont élevés à 300 millions $US. Sur la péninsule du Yucatán, l'ouragan a causé des dommages relativement mineurs, les effets les plus importants étant des pannes de courant électrique pour plus de 180 000 lients. À Tulum, où la tempête a touché terre, les dommages se sont limités aux infrastructures et aux arbres, les opérations normales reprenant le matin après le passage de Grace. Les dommages ont été principalement limités aux arbres tombés, aux lignes électriques renversées et à quelques inondations. La Commission fédérale d'électricité a déployé 1 224 personnes, 339 véhicules, 239 grues et 69 avions pour rétablir rapidement le courant. Les services d'urgence ont reçu 78 appels pendant la tempête, dont 48 en provenance de Benito Juárez. Au total, 337 personnes ont été secourues ou évacuées des zones touchées, et aucun blessé n'a été signalé. Vingt écoles à travers Quintana Roo ont subi des dommages mineurs pour un coût de 83 500 $US.
Après avoir traversé la baie de Campêche, Grace a frappé le centre du Mexique dans l'État de Veracruz comme ouragan majeur. Il a causé des dégâts importants dans 58 des 212 municipalités de l'État. De graves inondations ont été signalées à Xalapa et dans d'autres régions. Les vents ont soufflé des fenêtres, déraciné des arbres, renversé des câbles électriques et des poteaux téléphoniques, laissant des débris éparpillés autour de Tecolutla. Environ 3 000 écoles ont subi des dommages, retardant la reprise prévue des cours en personne. On estime que 20 000 maisons ont été endommagées ou détruites à travers l'État de Puebla tandis que des pannes de courant ont affecté plus de 315 000 personnes.
Le gouverneur de l'État de Veracruz, Cuitláhuac García Jiménez, a déclaré que huit personnes étaient mortes dans l'État,. Six des morts étaient de la même famille de Xalapa et furent ensevelis dans leur maison par un glissement de terrain. Un autre est mort frappé par des débris à Poza Rica alors qu'un huitième décès est survenu en raison d'un glissement de terrain dans la capitale de l'État. Cinq autres personnes sont mortes dans l'État de Puebla : deux dans des glissements de terrain, une frappée par des débris, une écrasée par un arbre et la dernière d'une crise cardiaque. Les fortes pluies avec la dépression résiduelle de Grace ont déclenché un éboulement près de Mazatlán, Sinaloa, tuant une personne. Des inondations localisées dans les rues se sont produites dans la ville elle-même.